# Berniniella formosa
Berniniella formosa är en kvalsterart som beskrevs av Gordeeva och Karppinen 1988. Berniniella formosa ingår i släktet Berniniella och familjen Oppiidae. Inga underarter finns listade.